# Načelo zamenjave, zmanjšanja in izboljšanja
Načelo zamenjave, zmanjšanja in izboljšanja, tudi načelo 3R (iz angleščine, replacement, reduction, refinement) je v znanosti vodilo za etično ravnanje z živalmi v poskusih. Načelo sta prvič objavila  W.M.S. Russell in R.L. Burch leta 1959. Določbe načela so naslednje:
1. Zamenjava: Kadar je mogoče, se poskus na živali nadomesti z alternativno znanstveno zadovoljivo metodo oz. strategijo, ki ne zahteva uporabe živih živali.
2. Zmanjšanje: Število živali, uporabljenih v določenem poskusu, se zmanjša na najmanjšo možno raven, ki ne ogroža ciljev projekta.
3. Izboljšanje: Metode, uporabljene v poskusih, se izboljšajo tako, da se morebitne bolečine, trpljenje, trajne poškodbe in/ali stiske, povzročene živalim, odstranijo ali zmanjšajo na najmanjšo možno raven.

Na območju Evropske unije (EU) omenjeno načelo uzakonja Direktiva 2010/63/EU Evropskega parlamenta in Sveta Evropske unije o zaščiti živali, ki se uporabljajo v znanstvene namene.